# Nordingrå naturvårdsområde
Nordingrå naturvårdsområde är ett naturvårdsområde (sedan 1999 likställt med naturreservat) i Kramfors kommun i Västernorrlands län.
Området är naturskyddat sedan 1983 och är 7 501 hektar stort. Reservatet omfattar en stor del av kusten runt Nordingrå och består av ett skyddat ladskapsområde. 